# Pimelinsäure
Pimelinsäure (auch Heptandisäure oder 1,5-Pentandicarbonsäure) gehört zur homologen Reihe der Dicarbonsäuren. Der Name leitet sich auch dem Griechischen pimele (=Fett) ab. Sie liegt in dieser zwischen der Adipinsäure und der Suberinsäure (Korksäure). Ihre Salze heißen Pimelate.
Im Gegensatz zur Adipinsäure findet die Pimelinsäure ein nur sehr begrenztes Anwendungsgebiet in der chemischen Industrie.

## Geschichte
Eine erste Herstellung gelang dem französischen Chemiker Auguste Laurent bereits 1838 durch das Kochen von Ölsäure mit Salpetersäure. Eine gezielte Synthese publizierten 1877 die österreichischen Chemiker Alexander Bauer und Josef Schuler.

## Eigenschaften
Als zweiwertige Säure dissoziiert Pimelinsäure in Wasser in zwei Protolysestufen. Ihr Octanol-Wasser-Verteilungskoeffizient beträgt log (KOW) = 0,61.

## Biologische Bedeutung
Pimeloyl-CoA ist eine Komponente der Biosynthese von Biotin.